# Pierre Thomas de Belleroche
Pour les articles homonymes, voir Belleroche.
Pierre Thomas de Belleroche (1er juillet 1747, Villebois-Lavalette - 7 avril 1814, Saint-Sauvant) est un homme politique français.

## Biographie
Pierre Thomas de Belleroche est le fils de Jean Thomas de Belleroche, notaire royal, procureur et receveur de Lavalette, et régisseur du château de Lavalette, et de Marguerite Dereix. Marié à Madeleine Faissolle, fille de  Louis Faissolle, sieur des Brousses, et de Louise Monnet, son fils, Jacques Justin Thomas de Belleroche, magistrat et conseiller général, épousera la fille de Pierre Andrault.
Notaire, syndic en 1788 puis maire en 1790 de Saint-Sauvant, administrateur et membre du directoire du département de la Vienne, il est élu représentant de la Vienne à l'Assemblée législative le 3 septembre 1791.